# Gochnatia
Gochnatia är ett släkte av korgblommiga växter. Gochnatia ingår i familjen korgblommiga växter.

## Bildgalleri

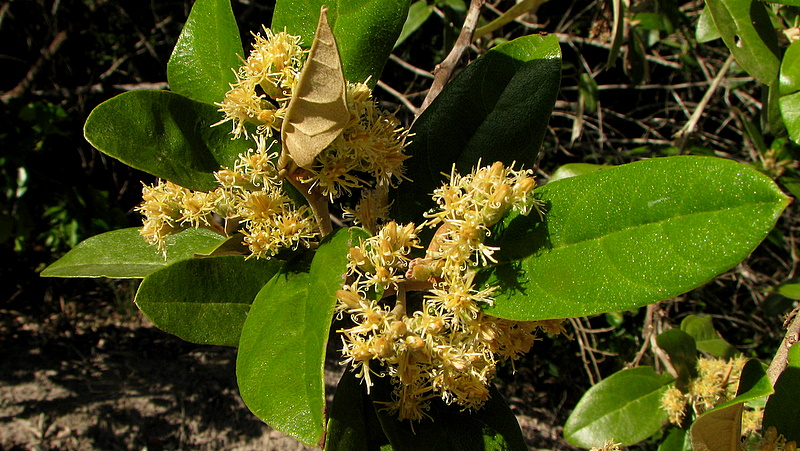
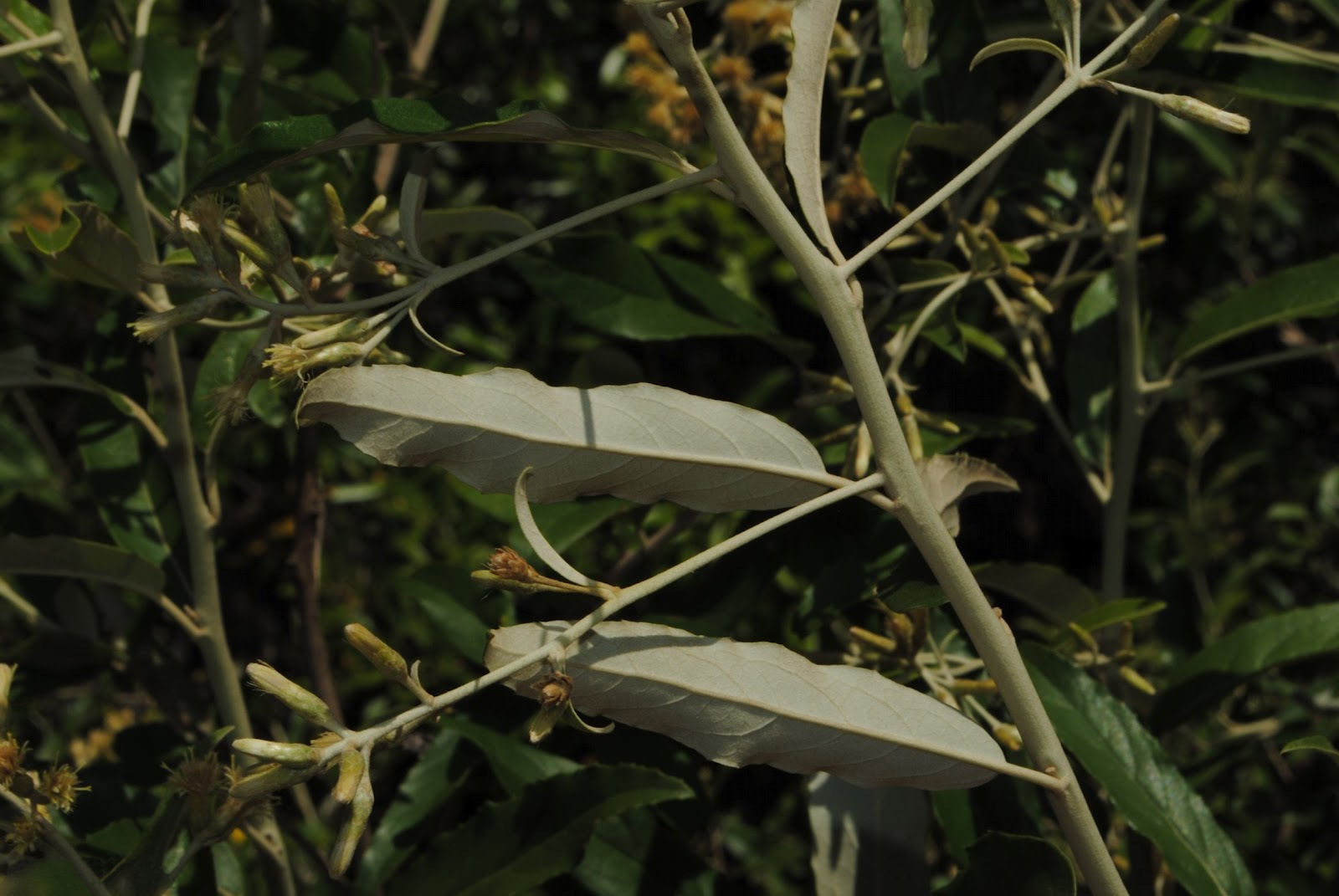
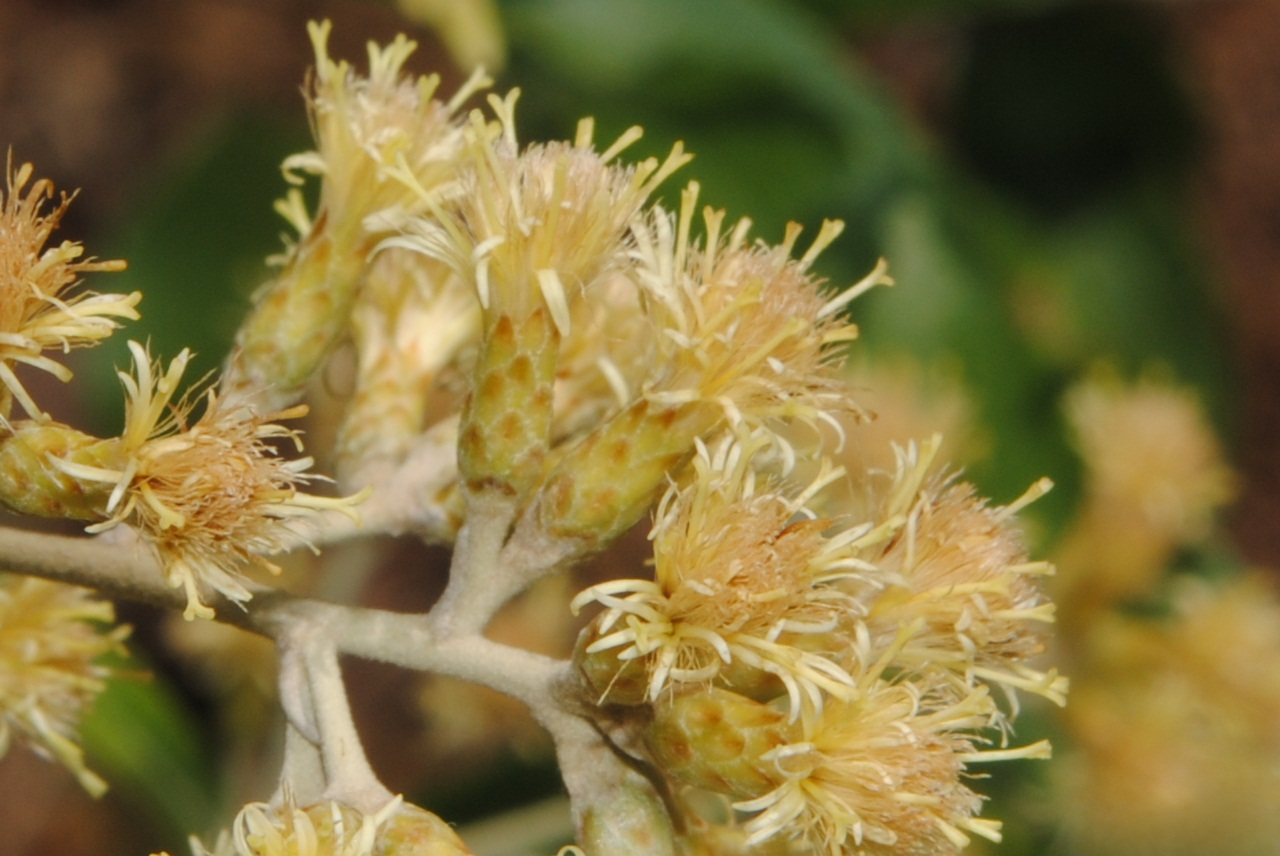
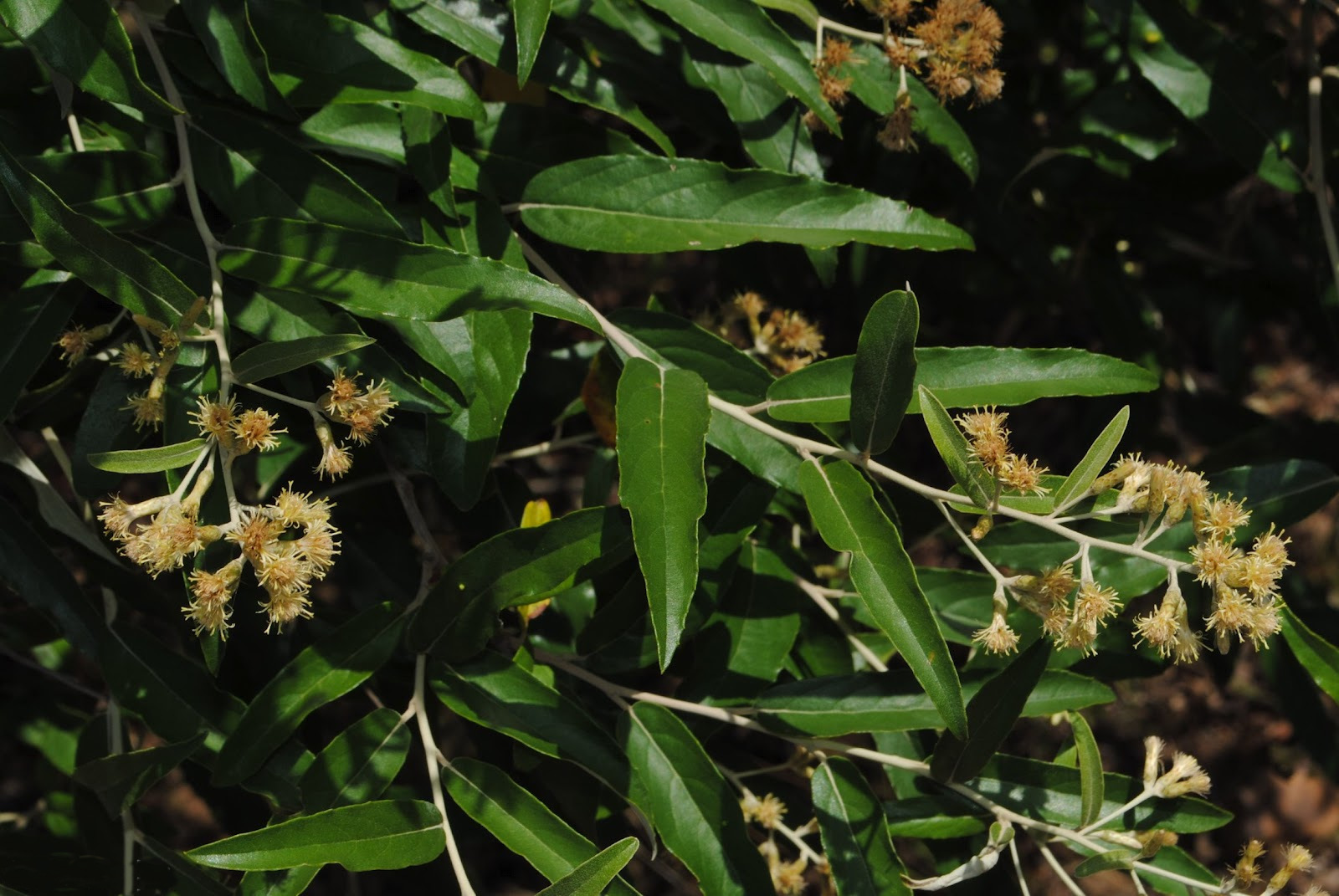
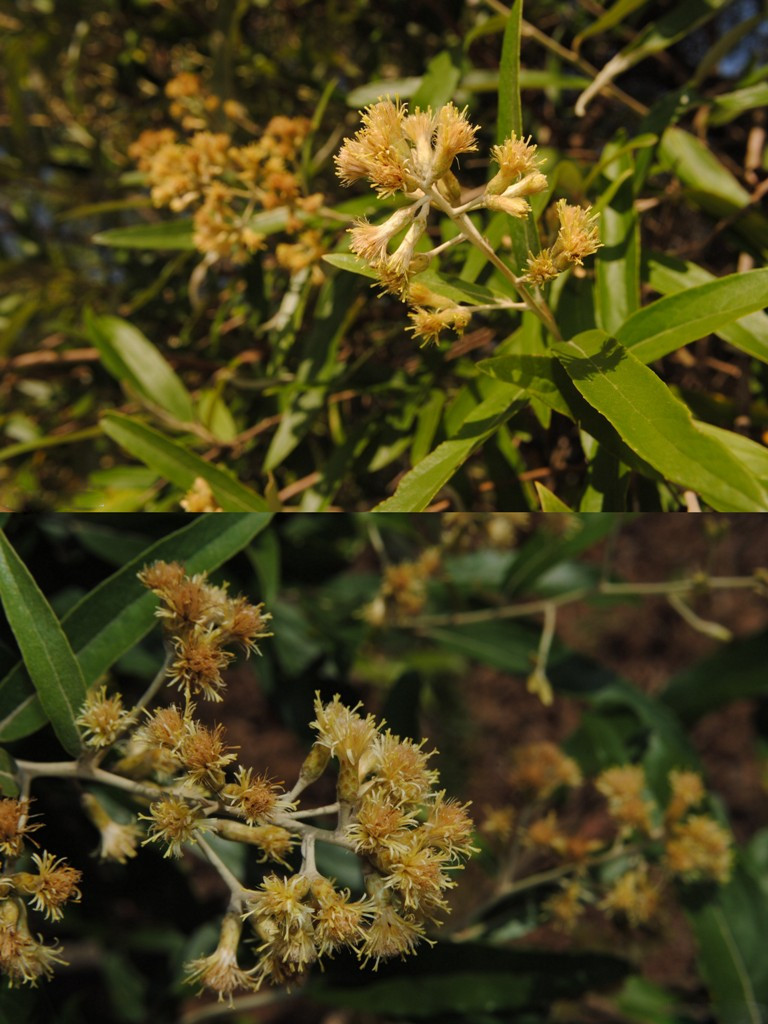
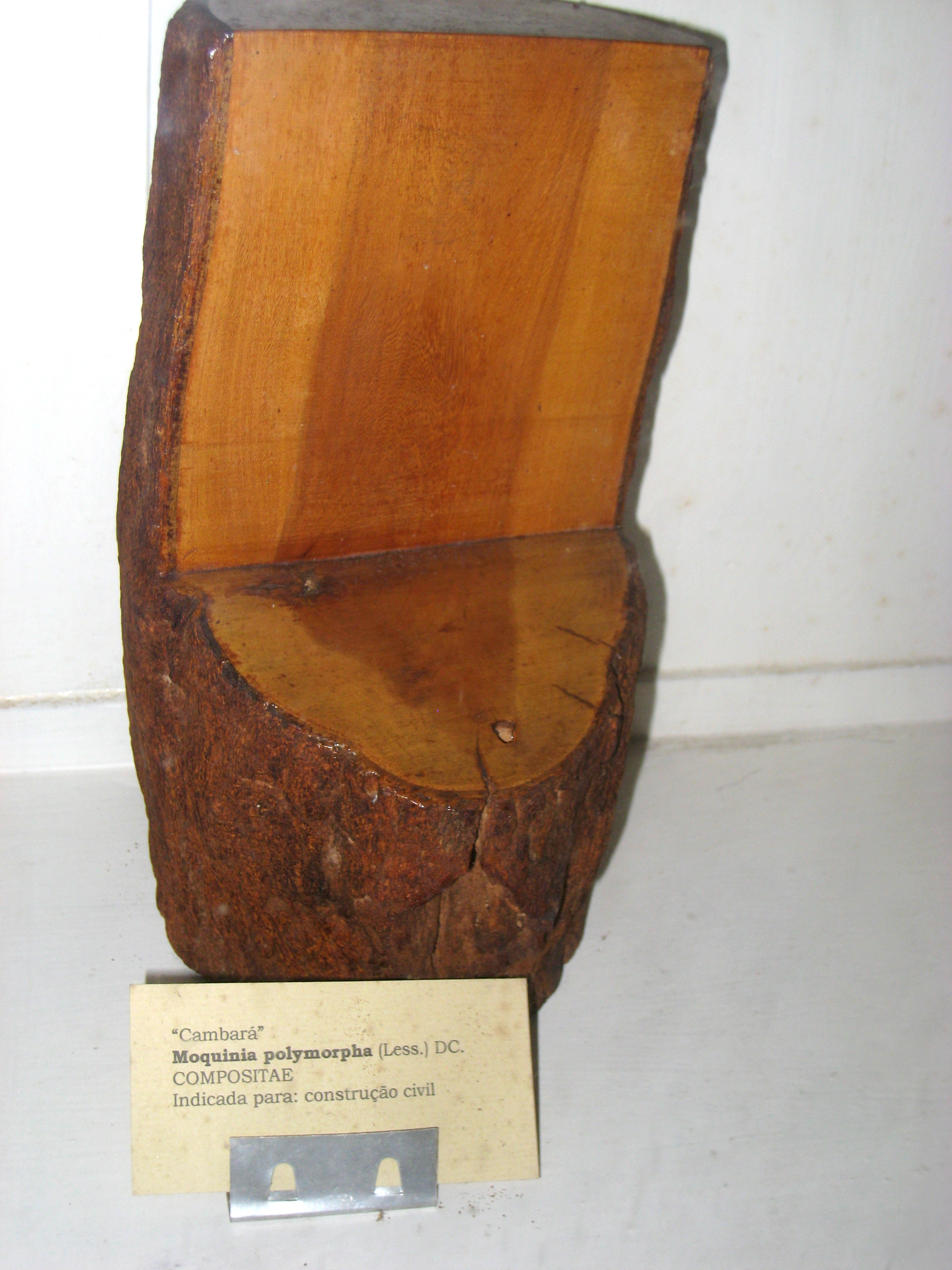

## Dottertaxa tillGochnatia, i alfabetisk ordning[1]
- Gochnatia angustifolia
- Gochnatia arborescens
- Gochnatia arequipensis
- Gochnatia argentina
- Gochnatia argyrea
- Gochnatia attenuata
- Gochnatia barrosii
- Gochnatia boliviana
- Gochnatia calcicola
- Gochnatia cardenasii
- Gochnatia cordata
- Gochnatia cowellii
- Gochnatia crassifolia
- Gochnatia cubensis
- Gochnatia curviflora
- Gochnatia decora
- Gochnatia densicephala
- Gochnatia discolor
- Gochnatia ekmanii
- Gochnatia elliptica
- Gochnatia enneantha
- Gochnatia floribunda
- Gochnatia foliolosa
- Gochnatia gardneri
- Gochnatia glutinosa
- Gochnatia gomezii
- Gochnatia hatschbachii
- Gochnatia haumaniana
- Gochnatia hiriartiana
- Gochnatia hypoleuca
- Gochnatia ilicifolia
- Gochnatia intertexta
- Gochnatia lanceolata
- Gochnatia magna
- Gochnatia maisiana
- Gochnatia mantuensis
- Gochnatia masiana
- Gochnatia microcephala
- Gochnatia mollissima
- Gochnatia montana
- Gochnatia obtusata
- Gochnatia obtusifolia
- Gochnatia oligocephala
- Gochnatia orbiculata
- Gochnatia palosanto
- Gochnatia paniculata
- Gochnatia parvifolia
- Gochnatia patazina
- Gochnatia paucifloscula
- Gochnatia pauciflosculosa
- Gochnatia picardiae
- Gochnatia polymorpha
- Gochnatia pulchra
- Gochnatia purpusii
- Gochnatia ramboi
- Gochnatia recurva
- Gochnatia rotundifolia
- Gochnatia rusbyana
- Gochnatia sagraeana
- Gochnatia sessilis
- Gochnatia shaferi
- Gochnatia smithii
- Gochnatia sordida
- Gochnatia spectabilis
- Gochnatia vargasii
- Gochnatia velutina
- Gochnatia vernonioides
- Gochnatia wilsonii